# Droué
Droué is een gemeente in het Franse departement Loir-et-Cher (regio Centre-Val de Loire). De plaats maakt deel uit van het arrondissement Vendôme. Droué telde op 1 januari 2022 1.027 inwoners.

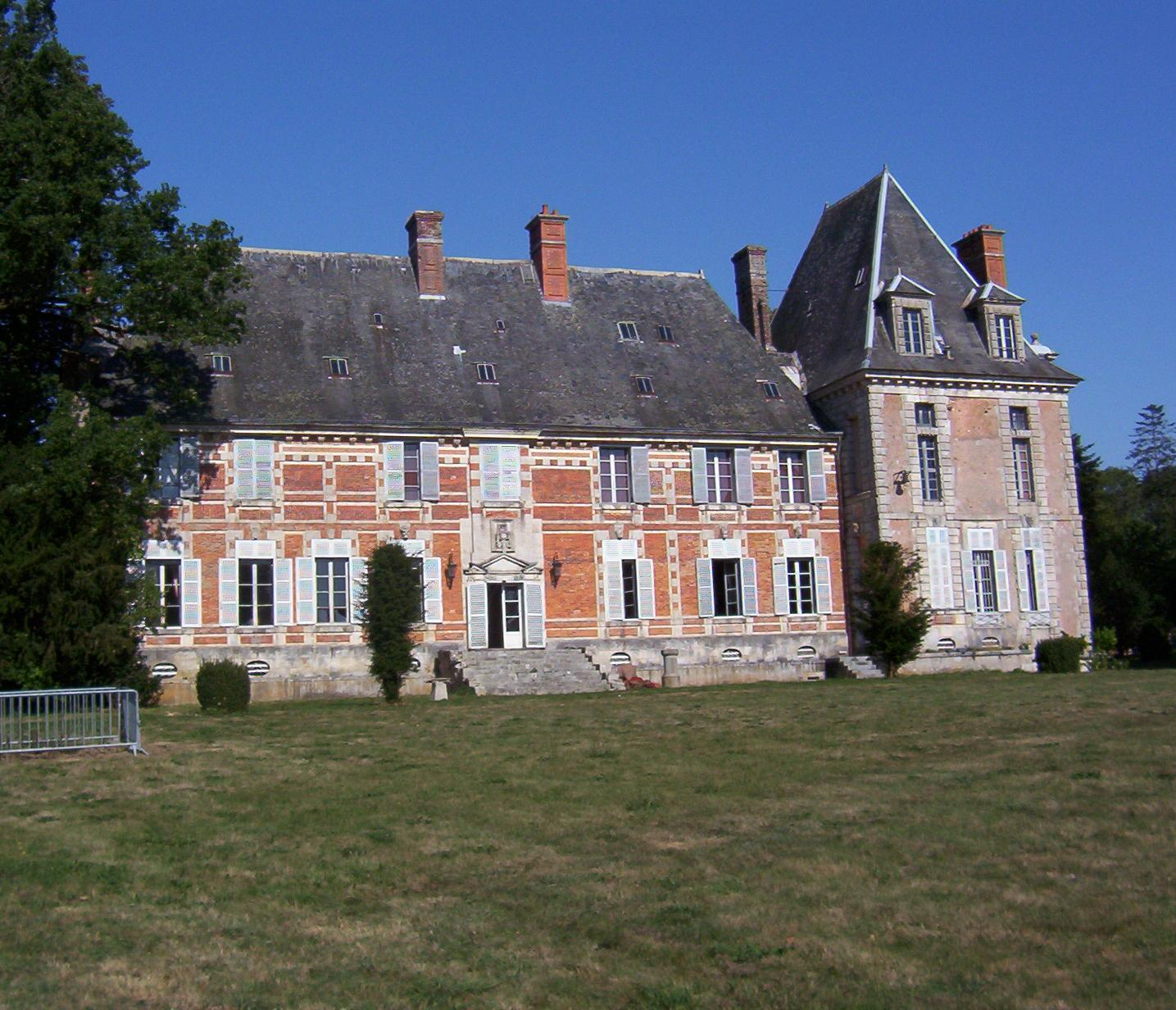
Kasteel van Droué
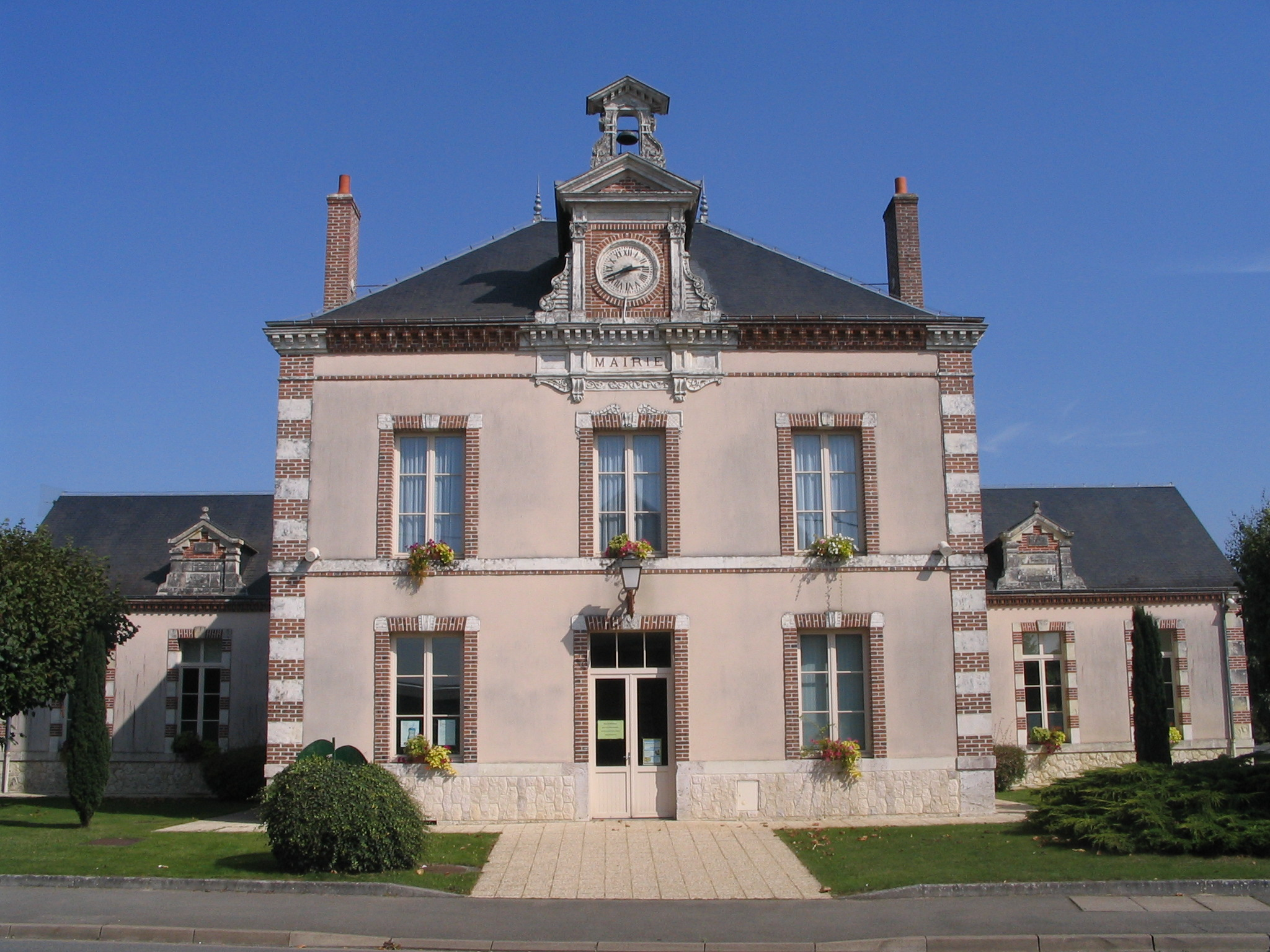
Gemeentehuis
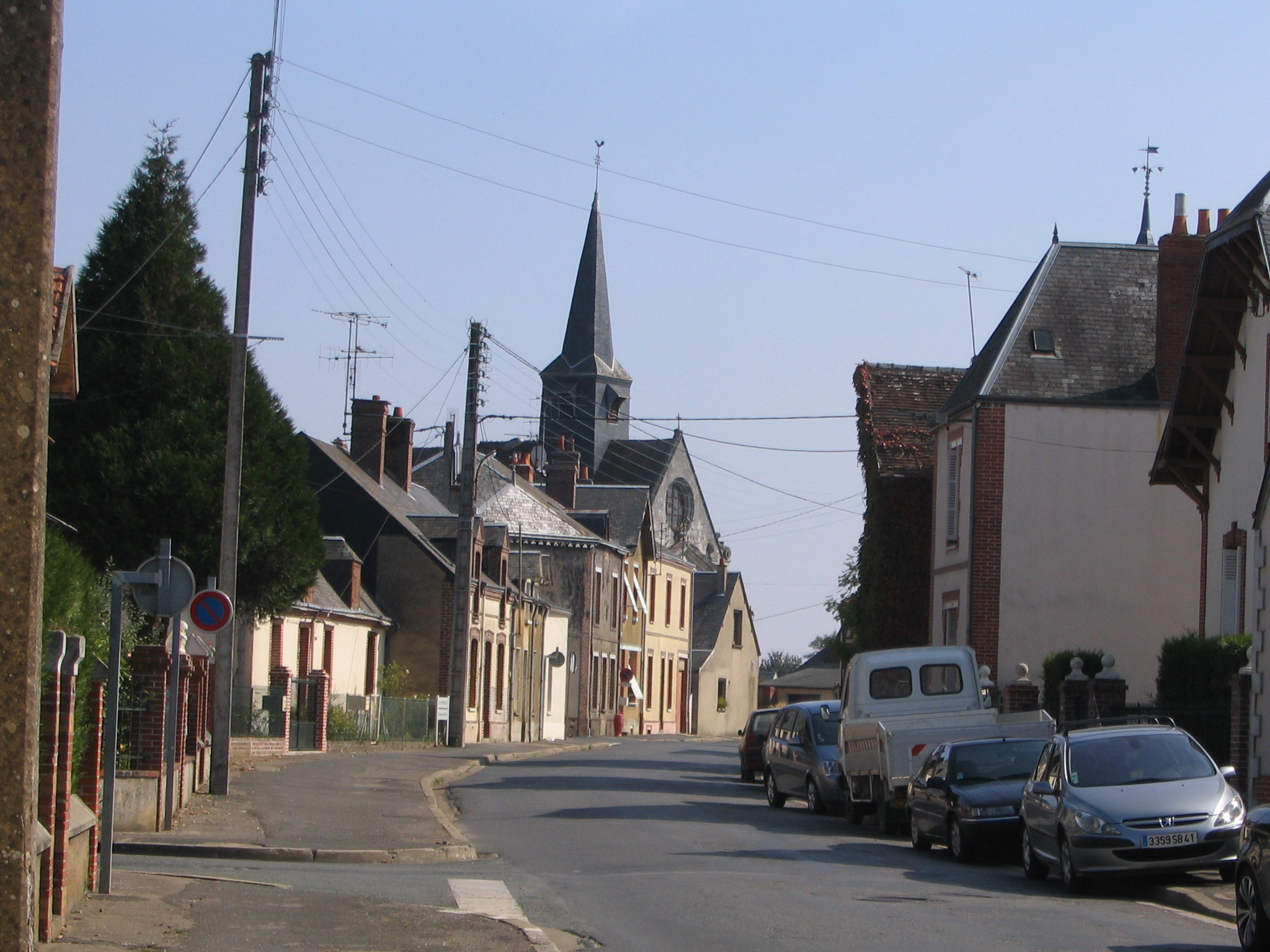
Hoofdstraat

## Geografie
De oppervlakte van Droué bedroeg op 1 januari 2022 24,04 vierkante kilometer; de bevolkingsdichtheid was toen 42,7 inwoners per km².

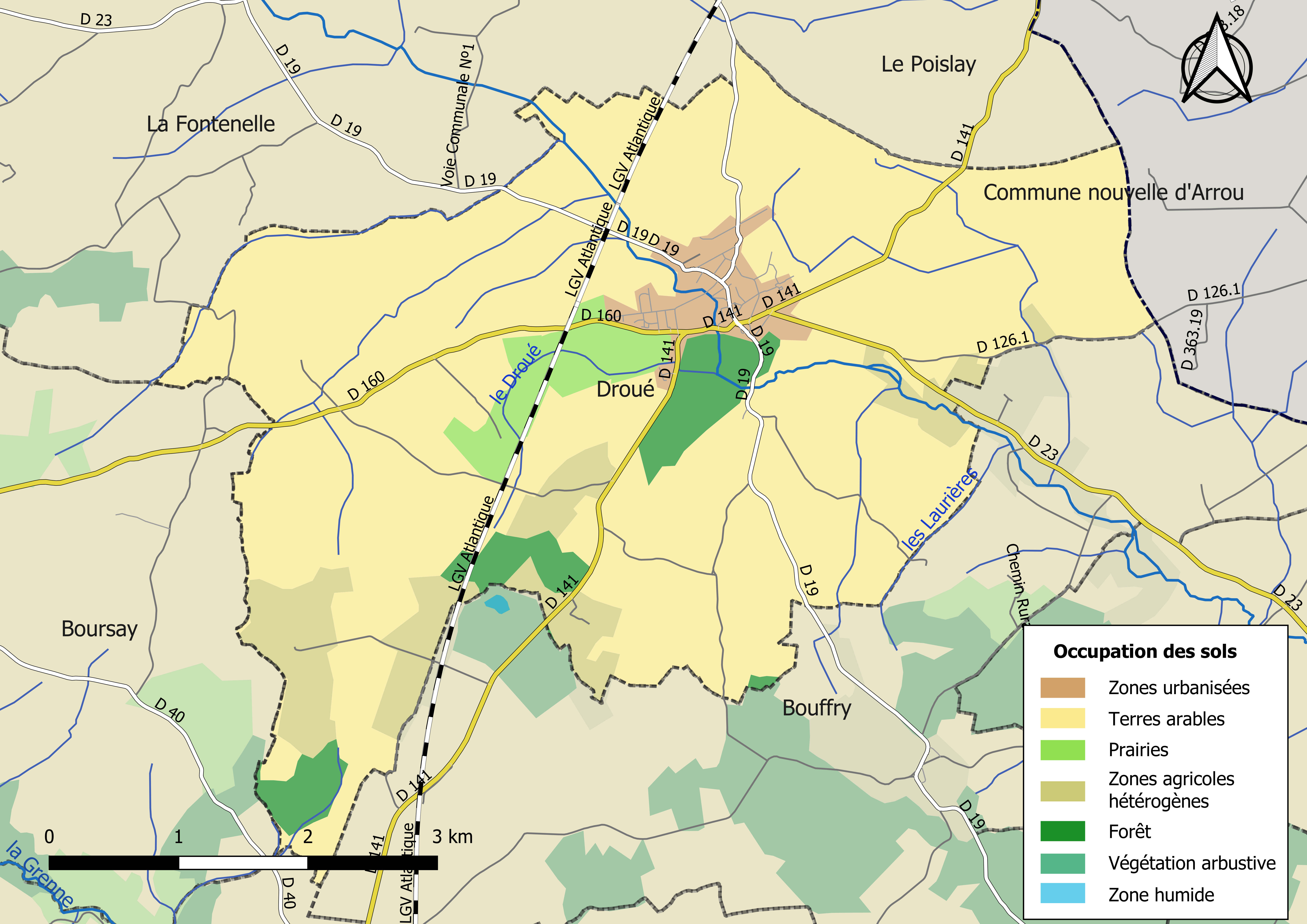
Kaart van de gemeente met de belangrijkste infrastructuur, bodemgebruik en omliggende gemeenten

## Demografie
Onderstaande figuur toont het verloop van het inwonertal (bron: INSEE-tellingen).